# グラム・メタル
グラム・メタル(LAメタル)（英語: Glam Metal）は、ヘヴィメタルのサブジャンル。1970年代末に生まれ、1980年代に世界的に人気を博した。外見に大きく起因する音楽ジャンルである。別称としてヘア・メタル（英語: Hair metal）やポップ・メタル（英語: Pop metal）エルエーメタル(英語: LA metal)等がある。
なお、これらのバンド/アーティストのうち主たる活動拠点がロサンゼルスである者を日本では「LAメタル」と呼び、ジャンル上細分化している。

## 概要

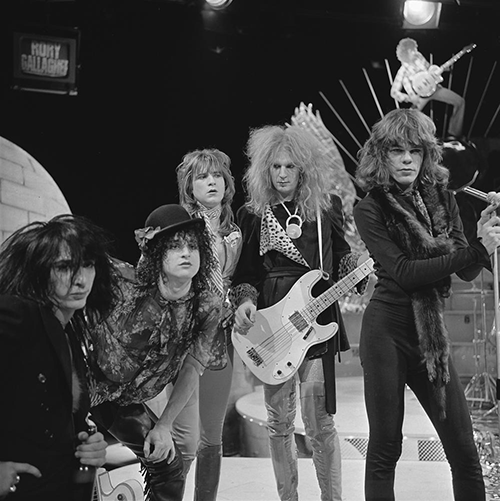
ニューヨーク・ドールズはグラム・メタルに影響を与えたバンドの一つと知られている。

髪はロング・ヘアをスプレーで膨らませ、濃い化粧を施し、けばけばしく肉体を強調した衣装と、アクセサリーを身につけた。その出で立ちは1970年代にイギリスで生まれたグラム・ロックと比較され、レザーや鋲をまとったクラシック・メタルと並ぶ、ヘヴィメタルの大きな特徴となった。その分かりやすい特徴のため、ブーム終焉後もヘヴィ・メタルの外見的イメージに大きな影響を与えている。
音楽性は「グラム・ロック」にくくられるイギリスのアーティスト、T・レックス、スレイド、デヴィッド・ボウイなどよりも、ニューヨーク・ドールズ、キッス、エアロスミス、チープ・トリックのようなアメリカのバンドや、AC/DCなどの影響下にあるシンプルなリフを基本に、ヘヴィ・メタルのリズムをアップデートしたものが多かった。歌詞は愛を始めとしてセックス、ドラッグ、アルコール、反抗心などがテーマとなっていた。
このようなルックスとパフォーマンスの煌びやかさ、そして若者の欲望をストレートに歌ったシンプルでポップなサウンド、同時期のMTVなどのメディアとともに、1980年代初期にアメリカを拠点として人気を得た。初期のグラム・メタルで人気を呼んだのはクワイエット・ライオット、モトリー・クルー、ラットなどである。
1980年代中期にはさらにポイズンやボン・ジョヴィなど新しいバンドが続々台頭してきた。この頃には売り上げが数百万枚を数えるバンドが続出するなど世界的な一大ブームとなっている。新人バンドや、LA出身のバンドのみならず、ハートやホワイトスネイク、スコーピオンズといった1970年代から活動するベテランバンドも、グラム・メタル風の見た目を取り入れる傾向があった。
しかし1980年代末期にガンズ・アンド・ローゼズらが登場して以降、グラム・メタルとして扱われていたバンドも派手なメイクを控えるようになってゆく。1990年代に入ると、グランジやオルタナティヴ・メタルのバンドがメインストリームとなり、グラム・メタルのブームは急激に衰退していった。ただし、グランジの人気とは関係なく、似たようなバンドばかりデビューしたことで、シーン自体が劣化したことが原因との意見もある。さらにこちらも衰退に向かっていたスラッシュ・メタル勢と同じく、グランジ、オルタナティブ要素を取り入れ流行に阿った路線変更をし、個性を失うバンドが続出し、90年代前半～中盤には「アメリカのメタル文化は死んだ」とまで評された。
2000年代以降は、ザ・ダークネス、ネガティヴ、ウィグ・ワム、Blessed by a Broken Heartなどグラム・メタルに影響を受けたバンドがアメリカ国外から現れた。また、80年代に活動していたバンドも、「Rocklahoma」などのフェスティバル、あるいはツアーで活動を続けている。

## 批判と反応
このムーブメントに関しては、ミュージシャンからも批判が出ており、ハノイ・ロックスのメンバーで、80年代後半にソロ活動をしていたマイケル・モンロー（自身も派手なメイクがトレードマークだった）は、「今の連中は流行っているからメイクをしているだけで、あまりに不自然」と語っていた。また、ニュー・オーダーは、1987年に発表した"Touched By The Hand Of God"のビデオ・クリップで、同様にスラッシュ・メタルバンドのM.O.D.は1989年の"True Colors"のビデオ・クリップでグラム・メタルのパロディを演じていた。
一方、グラム・メタルとして扱われていたバンドの側にも批判的な意見は届いていた。イナフ・ズナフのメンバーであったドニー・ヴィーは「音楽を表すやり方としてああいう見た目にしていただけなのに、そういう風に（批判的に）扱われるなんて思っていなかったからショックだった」と語り、ポイズンのCC・デヴィルは「デヴィッド・ボウイがメイクすると『天才』と言われるのに、俺達がメイクすると『女装したバカ』と言われる。メイクをやめたことで音楽をまじめに捉えてくれる人が増えたことは確かで、それは音楽を生業としている人間にとっては最も重要なこと」と語っていた。

## 主なグラム・メタルアーティスト

### 1980年代以降
- オートグラフ（英語版）
- ブレットボーイズ（英語版）
- バッド・イングリッシュ
- バング・タンゴ（英語版）
- ブルー・マーダー
- ブルー・ティアーズ
- ブリトニー・フォックス（英語版）
- ボン・ジョヴィ
- ブライトン・ロック（英語版）
- シンデレラ
- デンジャー・デンジャー
- ドッケン
- イージー・アクション（英語版）
- イナフ・ズナフ
- ヨーロッパ
- エクストリーム
- ファスター・プッシーキャット
- ファイアーハウス
- グレイト・ホワイト
- ジャイアント
- ハードライン（英語版）
- ハウス・オブ・ローズ（英語版）
- ハリケーン
- キール
- キング・コブラ
- キックス（英語版）
- キッス
- ライオン
- レザーウルフ（英語版）
- リリアン・アクス
- リジー・ボーデン
- ラヴ/ヘイト（英語版）
- L.A.ガンズ
- ロンドン
- モトリー・クルー
- MR. BIG
- ネルソン
- プリティ・ボーイ・フロイド
- ポイズン
- プリティ・メイズ
- クワイエット・ライオット
- LOUDNESS
- ラフ・カット
- レーサーX
- ラット
- ロックス・ギャング（英語版）
- スキッド・ロウ
- シャーク・アイランド（英語版）
- スチールハート
- ストライパー
- ショットガン・メサイア（英語版）
- スローター
- トラ・トラ（英語版）
- タカラ（英語版）
- トゥイステッド・シスター
- トリクスター
- テスラ
- アグリー・キッド・ジョー（英語版）
- ヴィクセン
- ヴァイン（英語版）
- ヴァン・ヘイレン
- ウィンガー
- ウォレント
- W.A.S.P.
- ホワイト・ライオン
- X
- XYZ

### 2000年代以降
- バックヤード・ベイビーズ
- ビューティフル・クリーチャーズ（英語版）
- バックチェリー
- ハードコア・スーパースター（英語版）
- ネガティヴ
- スティール・パンサー
- ザ・ダークネス
- ウィグワム